# Lubniewice (gromada)
Lubniewice – dawna gromada, czyli najmniejsza jednostka podziału terytorialnego Polskiej Rzeczypospolitej Ludowej w latach 1954–1972.
Gromady, z gromadzkimi radami narodowymi (GRN) jako organami władzy najniższego stopnia na wsi, funkcjonowały od reformy reorganizującej administrację wiejską przeprowadzonej jesienią 1954 do momentu ich zniesienia z dniem 1 stycznia 1973, tym samym wypierając organizację gminną w latach 1954–1972.
Gromadę Lubniewice z siedzibą GRN w Lubniewicach (wówczas wsi) utworzono – jako jedną z 8759 gromad na obszarze Polski – w powiecie sulęcińskim w woj. zielonogórskim na mocy uchwały nr V/24/54 WRN w Zielonej Górze z dnia 5 października 1954. W skład jednostki weszły obszary dotychczasowych gromad Lubniewice, Glisno i Rogi ze zniesionej gminy Lubniewice w tymże powiecie. Dla gromady ustalono 21 członków gromadzkiej rady narodowej.
1 stycznia 1958 do gromady Lubniewice włączono wieś Jarnatów z nowo utworzonej gromady Sulęcin w tymże powiecie.
Gromada przetrwała do końca 1972 roku, czyli do kolejnej reformy gminnej. 1 stycznia 1973 w powiecie sulęcińskim reaktywowano gminę Lubniewice.